# Lista över UFO-relaterade filmer och TV-program

## Filmer
(i årskronologisk ordning)
- The Man from Planet X - 1951
- Mannen från Mars - 1951
- Fantomen från Mars - 1951
- The War of the Worlds - 1953
- Invaders from Mars - 1953
- Förbjuden värld -1956
- Earth vs. the Flying Saucers - 1956
- Invasion of the Body Snatchers - 1956
- Plan 9 from Outer Space - 1959
- Robot Monster-1953
- Närkontakt av tredje graden - 1977
- Invasion of the Body Snatchers - 1978
- Alien - 1979
- Hangar 18 - 1980
- The Thing - 1982
- E.T. - 1982
- Cocoon - djupets hemlighet - 1985
- Flight of the Navigator - 1986
- Invaders from Mars - 1986
- Rovdjuret - 1987
- *batteries not included - 1987
- Cocoon: The Return - 1988
- Mac and Me - 1988
- My Stepmother Is an Alien - 1988
- They Live - 1988
- Communion - 1989
- Rovdjuret 2 - 1990
- Fire in the Sky - 1993
- Body Snatchers - 1993
- U.F.O. - 1993
- Roswell - 1994
- Independence_Day - 1996
- Mars Attacks! - 1996
- The Arrival - 1996
- Area 51: The Alien Interview - 1997
- Kontakt (film) - 1997
- Men in Black - 1997
- Arkiv X: Fight The Future - 1998
- Sphere – farkosten - 1998
- The Second Arrival - 1998
- The Astronaut's Wife - 1999
- Signs - 2002
- Visitors - 2003
- The Forgotten - 2004
- Världarnas krig - 2005
- Alien Autopsy - 2006
- The Invasion - 2007
- The Fourth Kind - 2009
- Skyline - 2010

## TV-program
- ALF (TV-serie)
- Arkiv X
- Dark Skies
- Doctor Who
- Encounters (TV-serie)
- Invasion (TV-serie)
- Månbas Alpha
- Project UFO
- Roswell (TV-serie)
- SeaQuest_DSV
- Sightings
- The 4400
- Taken (TV-serie)
- The Disappearance of Flight 412 - 1974
- The Invaders
- Threshold
- Torchwood
- UFO
- V - 1984
- V - 2009-
- War of the Worlds